# Лайминг, Владимир Александрович
Владимир Александрович Лайминг (7 июля 1854 — 7 февраля 1920) — русский военный деятель, генерал от артиллерии. Комендант Свеаборгской и Брест-Литовской крепостей.

## Биография
Из потомственных дворян Псковской губернии. Сын майора Александра Ивановича Лайминга. Брат генерала от инфантерии П. А. Лайминга.
Окончил 2-е военное Константиновское училище. Участник русско-турецкой войны 1877—1878 годов.
Заведующий практическими занятиями Варшавской крепостной артиллерии (22 марта 1887 — 3 июля 1901 года).
Командир Осовецкой крепостной артиллерии (3 июля 1901 — 17 февраля 1905 года).
Состоял в распоряжении Главного артиллерийского управления (17 февраля — 7 ноября 1905 года).
Комендант Свеаборгской крепости (7 ноября 1905 — 19 ноября 1913 года). В 1906 году руководил подавлением революционных волнений во время Свеаборгского восстания.
Генерал-лейтенант (ст. 6 декабря 1908 года). Комендант Брест-Литовской крепости (19 ноября 1913—1915 год).
Генерал от артиллерии (6 декабря 1914 года).
В 1915 года командующий «крепостными и осадными артиллериями, собранными в Москве и её окрестностях». С ноября 1915 года командир Запасного крепостного артиллерийского полка.
В 1920 году — в РСФСР, сотрудничал с военным издательством («О причинах падения крепостей»).

## Награды
- Орден Святой Анны 4-й ст. (1880),
- Орден Святого Станислава 3-й ст. (1880),
- Орден Святой Анны 3-й ст. (1882),
- Орден Святого Станислава 2-й ст. (1893),
- Орден Святого Владимира 4-й ст. с бантом «за 25 лет» (1915),
- Орден Святой Анны 2-й ст. (1899),
- Орден Святого Владимира 3-й ст. (1906),
- Орден Святого Станислава 1-й ст. (1911),
- Орден Святой Анны 1-й ст. (1913),
- Орден Святого Владимира 2-й ст. (1915),
- Орден Белого Орла (10.04.1916)
- Орден Данеброг 2-й ст. (1903)